# مانک‌جی نوشیروان‌جی دهالا

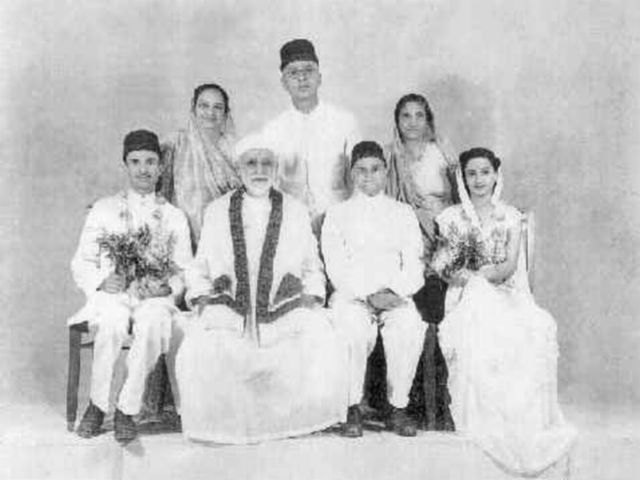
دستور دهالا در میان تصویر، در یک جشن عروسی در کراچی،

مانک‌جی نوشیروان‌جی دهالا یا دستور انوشیروان دالا(به انگلیسی: Maneckji Nusserwanji Dhalla) (زادهٔ ۲۲ سپتامبر۱۸۷۵-مرگ ۲۵ مه۱۹۵۶ / ۴ خرداد ۱۳۴۴) موبد زرتشتی و پژوهشگر دینی، زبان‌شناس، اصلاح‌طلب دینی و از پارسیان هند بود. وی شاگرد ویلیام جکسون بود.
او منتقد گروه‌های سنت‌گرا در جامعهٔ پارسیان هندوستان بود. او سرسختانه با بسیاری از آیین‌های سنتی پارسیان ازجمله در دخمه‌گذاری مردگان مخالفت می‌ورزید. او همچنین نسبت به عدم پذیرش نازرتشتی‌زادگان به این آیین، ازسوی سنتی‌ها موضعی نکوهنده داشت.

## زندگی
او در سورات هندوستان در خانواده‌ای از موبدان زاده شد. هنگامی که سه سالش بود به‌همراه پدرش نوشیروان‌جی دالا به کراچی برده شد. در ۱۵سالگی به کارآموزی موبدی پرداخت، ولی اندکی پس از آن، به‌دلیل درآمدِ اندکِ خانواده‌اش به‌ناچار دست از آموختن کشید. در ۱۸۹۴ او ویراستار مجلهٔ گلشن دانش شد. دو سال پس از آن او توانست صاحب‌امتیاز مجله شود، ولی کمی پس از آن بدهی‌های مجله او را ناچار به بستنش کرد.
در ۲۰ سالگی او آموزش‌های موبدی را به پایان رساند و نخستین سخنرانیش را در زمینهٔ آتش انجام داد. در سه سال پس از آن او شش کتابچه درزمینهٔ دین مزدیسنا و به زبان گجراتی به چاپ رساند. در ۲۱ سپتامبر ۱۹۰۰ او نخستین سخنرانی عمومیش را در ۲۵سالگی در یک تور در شبه‌قاره هند به انجام رساند. این سخنرانی‌ها او را در جامعهٔ زرتشتیان هند نام‌آور گرداند.
در ۱۹۰۱ او در آموزه‌های پهلوی و اوستایی در مدرسه سر جمشیدجی ججیبوی در بمبئی پذیرفته شد وزیر دید خورشیدجی رستم‌جی کاما استاد زبان‌های ایران باستان دورهٔ پنج‌سالهٔ این آموزشکده را سه ساله به پایان برد.
سپس با پشتیبانی جامعهٔ پارسیان هندوستان به آمریکا رفت و در دانشگاه کلمبیا با شاگردی ویلیام جکسون استاد سانسکریت و اوستایی آموزشش را پی گرفت. در آمریکا هرگز جامهٔ فرنگی نپوشید. در سه سال پس از آن زبان‌های ایرانی و سانسکریت را با نگرش به زبان‌شناسی و فلسفه آموخت. در مه ۱۹۰۸ به درجهٔ دکترا رسید. تجربه‌هایش در آمریکا به جهان‌بینی نوینی در او انجامید، دشمنیش با فرهنگ غربی در او جایش را به دوستی داد، پایهٔ دین را اخلاقیات دانشت و بر دین عرفی خرده گرفتن آغازید. همچنین به عرفان گرایید. پس از چاپ نخستین کتابش او با سرپرستی جکسون یک سری سخنرانی‌ها را با عنوان فرهنگ خاور آغازید. در بازگشت به هندوستان او دستور بزرگ ایالت سند وبلوچستان هند شد.
در ۱۹۲۱ به همراه همسر و پسرش نریمان به آمریکا بازگشت و کتاب تمدن زرتشتی را به چاپ رساند. در مسیر آمریکا خانوادهٔ دالا چند ماهی را در ایران و عراق ماندند و او یک سری سخنرانی‌ها در این کشورها به انجام رساند. سپس او و خانواده‌اش به کراچی رفتند و در بازگشت از شهرهای لندن، پاریس، برلین، وین، میلان، رم و ناپل گذشتند و اثرات جنگی را که سه سال از آن گذشته بود دیدند. پنج هفته در بمبئی ماندند و سپس ژوئیه ۱۹۲۲ به کراچی رسیدند.
در ۱۹۲۹ او به آمریکا بازگشت تا در جشن ۱۷۵سالگی دانشگاه کلمبیا همراهی جوید. در آنجا بدو دکترای افتخاری ادبیات اعطا شد. پس از آن راه زندگی زرتشت را را نوشت و باز یک رشته سخنرانی به انجام رساند. در بازگشت این بار از راه آسیا رهسپار کراچی شد و از ژاپن دیدار کرد.
در ژوئن ۱۹۳۵ دولت مستعمراتی هند بدو لقب شمس‌العلما داد. در ژانویه ۱۹۳۸ او دوباره به نیویورک بازگشت و اثر بزرگ خود تاریخ زرتشتی‌گری را به چاپ رساند.
در ۲۴ ژوئن ۱۹۴۲ همسرش کووربای در ۶۵ سالگی بر اثر ناراحتی معده درگذشت. دالا تا سال ۱۹۵۴ به نویسندگی و ایراد سخنرانی‌ها ادامه‌داد. سرانجام در ۱۹۵۶ در ۷۹ سالگی او نیز مرد.

## اثرها
- زیور موبدان، کراچی، ۱۸۹۹
- جای پای پاک‌دامنی، کراچی، ۱۹۰۰
- نیایش‌ها و ترجمهٔ آن به انگلیسی، نیویورک، ۱۹۰۸
- خداشناسی زرتشتی، نیویورک، ۱۹۱۴
- تمدن زرتشتی، نیویورک، ۱۹۲۱
- جهان کاوی ما، نیویورک، ۱۹۳۰
- راه زندگی زرتشت، نیویورک، ۱۹۳۰
- تاریخ زرتشتی‌گری، نیویورک، ۱۹۳۸
- همپرسگی با اهورامزدا، نیویورک، ۱۹۴۱
- ادبیات ایران باستان، کراچی، ۱۹۴۹
- انسان به کجا می‌رود؟، کراچی، ۱۹۵۰
- دین‌های جهان در تکامل، کراچی، ۱۹۵۳

به این فهرست باید زندگی‌نامه‌ای را خودش نوشته و نیز سخنرانی‌ها و مقالاتی را که برای دانشنامه دین و اخلاق نگاشت را نیز افزود.